# روبرت ميلر (مهندس معماري)
روبرت ميلر (بالإنجليزية: Robert Miller) هو مهندس معماري أمريكي، ولد في 12 مارس 1954م في أوكسفورد في الولايات المتحدة.  